# Her Fickle Fortune
Her Fickle Fortune est un film américain réalisé par Henry Kernan, sorti en 1917.

## Fiche technique
- Titre original : Her Fickle Fortune
- Réalisation : Henry Kernan
- Production : Mack Sennett
- Société de production : Keystone
- Société de distribution : Keystone
- Pays d’origine :  États-Unis
- Langue originale : anglais
- Format : noir et blanc — 35 mm — 1,37:1 — Film muet
- Genre : Comédie
- Durée : une bobine - 300 m
- Date de sortie :
  - États-Unis : 23 septembre 1917

## Distribution
- Lillian Biron
- Tom Naum
- Howard Knoth
- Clarence Birdsall
- Alfred Gronell
- James Donnelly